# Amphoe Si Mahosot
Amphoe Si Mahosot (Thai: อำเภอ ศรีมโหสถ) ist ein Landkreis (Amphoe – Verwaltungs-Distrikt) in der Provinz Prachin Buri. Die Provinz Prachin Buri liegt im Osten der Zentralregion von Thailand.

## Geographie
Amphoe Si Mahosot wird von folgenden Amphoe begrenzt (vom Norden im Uhrzeigersinn aus gesehen): die Amphoe Ban Sang, Mueang Prachin Buri und Si Maha Phot in der Provinz Prachin Buri sowie Amphoe Phanom Sarakham in der Provinz Chachoengsao.

## Geschichte
Vor etwa 2000 Jahren soll ein Setzling eines Baumes aus Indien nach Si Mahosot gebracht worden sein, der am Wat Ton Pho Si Maha Pho eingepflanzt wurde und heute mit 20 m Umfang und 30 m Höhe den größten Bodhibaum des Landes darstellt. Während der Dvaravati-Zeit befand bei Khok Pip eine bedeutende Siedlung, deren Überreste sich noch heute auf mehr als 100 ha Fläche finden. Es handelt sich meist um hinduistische Bauwerke und Anlagen, wie Gräben und Laterit-Stupas.
Si Mahosot wurde am 15. Februar 1970 zunächst als „Zweigkreis“ (King Amphoe) mit dem Namen Khok Pip eingerichtet, indem die drei Tambon Khok Pip, Khu Lam Phan und Phai Cha Lueat vom Amphoe Si Maha Phot abgetrennt wurden.
Am 13. April 1977 bekam es den vollen Amphoe-Status.
Am 3. Juni 1993 wurde Khok Pip in Si Mahosot umbenannt.

## Verwaltung

### Provinzverwaltung
Der Landkreis Si Mahosot ist in vier Tambon („Unterbezirke“ oder „Gemeinden“) eingeteilt, die sich weiter in 26 Muban („Dörfer“) unterteilen.
| Nr. | Name           | Thai     | Muban | Einw. |
| --- | -------------- | -------- | ----- | ----- |
| 01. | Khok Pip       | โคกปีบ    | 09    | 8.970 |
| 02. | Khok Thai      | โคกไทย   | 09    | 6.514 |
| 03. | Khu Lam Phan   | คู้ลำพัน    | 04    | 1.174 |
| 04. | Phai Cha Lueat | ไผ่ชะเลือด | 04    | 1.837 |

### Lokalverwaltung
Es gibt eine Kommune mit „Kleinstadt“-Status (Thesaban Tambon) im Landkreis:
- Khok Pip (Thai: เทศบาลตำบลโคกปีบ) bestehend aus den Teilen der Tambon Khok Pip, Khok Pip.

Außerdem gibt es drei „Tambon-Verwaltungsorganisationen“ (องค์การบริหารส่วนตำบล – Tambon Administrative Organizations, TAO)
- Khok Pip (Thai: องค์การบริหารส่วนตำบลโคกปีบ) bestehend aus Teilen des Tambon Khok Pip.
- Khok Thai (Thai: องค์การบริหารส่วนตำบลโคกไทย) bestehend aus dem kompletten Tambon Khok Thai.
- Phai Cha Lueat (Thai: องค์การบริหารส่วนตำบลไผ่ชะเลือด) bestehend aus den kompletten Tambon Khu Lam Phan, Phai Cha Lueat.